# Diane Desfor
Pour les articles homonymes, voir Desfor.
Diane Desfor (née le 15 juin 1955) est une joueuse de tennis américaine, professionnelle à la fin des années 1970 et jusqu'en 1982.
En 1979, elle a atteint le 3e tour de Wimbledon, battant Mima Jaušovec.
Elle a remporté un tournoi WTA en double pendant sa carrière.

## Palmarès

### Titre en simple dames
Aucun

### Finale en simple dames
| No | Date       | Nom et lieu du tournoi             | Catégorie | Dotation | Surface | Vainqueure   | Score    |          |
| -- | ---------- | ---------------------------------- | --------- | -------- | ------- | ------------ | -------- | -------- |
| 1  | 15-01-1979 | Avon Futures of Pasadena, Pasadena | Futures   | 25 000 $ | NC      | Sharon Walsh | 6-3, 6-4 | Parcours |

### Titres en double dames
| No | Date       | Nom et lieu du tournoi                       | Catégorie | Dotation | Surface      | Partenaire        | Finalistes                      | Score         |          |
| -- | ---------- | -------------------------------------------- | --------- | -------- | ------------ | ----------------- | ------------------------------- | ------------- | -------- |
| 1  | 05-03-1979 | Avon Futures of Fort Myers Fort Myers        | Futures   | 25 000 $ | Terre (ext.) | Barbara Hallquist | Marjorie Blackwood Kym Ruddell  | 6-4, 6-4      | Parcours |
| 2  | 17-12-1979 | Nabisco New South Wales Open Sydney          |           | 50 000 $ | Gazon (ext.) | Barbara Hallquist | Barbara Jordan Kym Ruddell      | 4-6, 6-2, 6-2 | Parcours |
| 3  | 10-03-1980 | Avon Futures of Southwest Florida Fort Myers | Futures   | 25 000 $ | Terre (ext.) | Barbara Hallquist | Carrie Meyer Sabina Simmonds    | 6-3, 6-1      | Parcours |
| 4  | 02-06-1980 | Kent Championships Beckenham                 |           | 14 000 $ | Gazon (ext.) | Andrea Buchanan   | Kim Jones Lindsay Morse         | 6-7, 6-4, 6-2 | Parcours |
| 5  | 23-02-1981 | Avon Futures of Greenville Greenville        | Futures   | 30 000 $ | Dur (int.)   | Jane Stratton     | Yvonne Vermaak Elizabeth Little | 6-3, 6-2      | Parcours |

### Finales en double dames
| No | Date       | Nom et lieu du tournoi                        | Catégorie | Dotation | Surface    | Vainqueures                        | Partenaire        | Score         |          |
| -- | ---------- | --------------------------------------------- | --------- | -------- | ---------- | ---------------------------------- | ----------------- | ------------- | -------- |
| 1  | 27-02-1978 | Avon Futures of South Florida Fort Lauderdale | Futures   | 20 000 $ | NC         | Lesley Hunt Mariana Simionescu     | Barbara Hallquist | 1-6, 7-6, 6-3 | Parcours |
| 2  | 15-01-1979 | Avon Futures of Pasadena Pasadena             | Futures   | 25 000 $ | NC         | Laura duPont Sharon Walsh          | Barbara Hallquist | 3-6, 7-6, 7-5 | Parcours |
| 3  | 14-01-1980 | Avon Futures of Las Vegas Las Vegas           | Futures   | 25 000 $ | Dur (int.) | Kay McDaniel Barbara Potter        | Barbara Jordan    | 4-6, 7-6, 6-4 | Parcours |
| 4  | 28-01-1980 | Avon Futures of Idaho Boise                   | Futures   | 25 000 $ | Dur (int.) | Mary Carillo Florenta Mihai        | Barbara Hallquist | 6-1, 6-4      | Parcours |
| 5  | 09-03-1981 | Avon Futures of Bakersfield Bakersfield       | Futures   | 30 000 $ | Dur (ext.) | Sherry Acker Paula Smith           | Barbara Hallquist | 6-2, 6-0      | Parcours |
| 6  | 18-01-1982 | Avon Futures of Canada Montréal               | Futures   | 40 000 $ | Dur (int.) | Marjorie Blackwood Susan Leo       | Barbara Jordan    | 6-2, 6-4      | Parcours |
| 7  | 08-02-1982 | Avon Futures of California Bakersfield        | Futures   | 40 000 $ | Dur (ext.) | Cláudia Monteiro Catherine Tanvier | Barbara Hallquist | 7-6, 2-6, 6-3 | Parcours |

## Parcours en Grand Chelem

### En simple dames
| Année | Open d'Australie (janvier) | Open d'Australie (janvier) | Internationaux de France | Internationaux de France | Wimbledon       | Wimbledon        | US Open         | US Open          | Open d'Australie (décembre) | Open d'Australie (décembre) |
| 1976  | -                          | -                          | -                        | -                        | -               | -                | 1er tour (1/64) | Wendy Overton    | n/a                         | n/a                         |
| 1978  | n/a                        | n/a                        | 2e tour (1/16)           | Regina Maršíková         | 1er tour (1/64) | Tracy Austin     | 2e tour (1/32)  | Dianne Fromholtz | -                           | -                           |
| 1979  | n/a                        | n/a                        | 1er tour (1/32)          | Sherry Acker             | 3e tour (1/16)  | Billie Jean King | 1er tour (1/64) | Barbara Potter   | -                           | -                           |
| 1980  | n/a                        | n/a                        | -                        | -                        | 2e tour (1/32)  | Jane Stratton    | 1er tour (1/64) | Candy Reynolds   | 2e tour (1/16)              | Sue Barker                  |
| 1981  | n/a                        | n/a                        | 2e tour (1/32)           | Bettina Bunge            | 1er tour (1/64) | Wendy Turnbull   | 1er tour (1/64) | Jo Durie         | 2e tour (1/16)              | Pam Shriver                 |
| 1982  | n/a                        | n/a                        | -                        | -                        | 1er tour (1/64) | Andrea Temesvári | 2e tour (1/32)  | Heather Ludloff  | -                           | -                           |

À droite du résultat, l’ultime adversaire.

### En double dames
| Année | Open d'Australie (janvier) | Open d'Australie (janvier) | Internationaux de France      | Internationaux de France   | Wimbledon                    | Wimbledon                  | US Open                       | US Open                  | Open d'Australie (décembre)  | Open d'Australie (décembre) |
| 1976  | -                          | -                          | -                             | -                          | -                            | -                          | 2e tour (1/16) Gretchen Galt  | Rosie Casals F. Dürr     | n/a                          | n/a                         |
| 1977  | -                          | -                          | -                             | -                          | -                            | -                          | 1er tour (1/32) Gretchen Galt | B. Cuypers Marise Kruger | -                            | -                           |
| 1978  | n/a                        | n/a                        | 1er tour (1/16) Gretchen Galt | Iva Budařová H. Mandlíková | 2e tour (1/16) Gretchen Galt | Kerry Reid W. Turnbull     | 1er tour (1/32) Gretchen Galt | Julie Anthony Anne Smith | -                            | -                           |
| 1979  | n/a                        | n/a                        | 2e tour (1/8) Kathy Jordan    | F. Dürr Virginia Wade      | 3e tour (1/8) B. Hallquist   | B. J. King Navrátilová     | 1/4 de finale B. Hallquist    | Betty Stöve W. Turnbull  | -                            | -                           |
| 1980  | n/a                        | n/a                        | -                             | -                          | 2e tour (1/16) Sharon Walsh  | M. Blackwood Pam Whytcross | 1/4 de finale B. Hallquist    | Pam Shriver Betty Stöve  | 1er tour (1/16) B. Hallquist | R. Fairbank Tanya Harford   |
| 1981  | n/a                        | n/a                        | 2e tour (1/16) Trey Lewis     | Jo Durie Debbie Jevans     | 2e tour (1/16) B. Hallquist  | Ilana Kloss P. Teeguarden  | 2e tour (1/16) B. Hallquist   | Navrátilová Pam Shriver  | 1er tour (1/16) B. Hallquist | E. Sayers Amanda Tobin      |
| 1982  | n/a                        | n/a                        | -                             | -                          | 2e tour (1/16) B. Hallquist  | M. Blackwood Susan Leo     | 3e tour (1/8) B. Hallquist    | J. Russell V. Ruzici     | -                            | -                           |

Sous le résultat, la partenaire ; à droite, l’ultime équipe adverse.

### En double mixte
| Année | Open d'Australie (janvier), | Open d'Australie (janvier), | Internationaux de France | Internationaux de France | Wimbledon                    | Wimbledon                  | US Open                       | US Open                     | Open d'Australie (décembre), | Open d'Australie (décembre), |
| 1978  | n/a                         | n/a                         | -                        | -                        | 2e tour (1/16) S. Carnahan   | Linda Mottram John Paish   | 2e tour (1/16) Horace Reid    | Peanut Louie Andy Lucchesi  | n/a                          | n/a                          |
| 1979  | n/a                         | n/a                         | -                        | -                        | 2e tour (1/16) Owen Davidson | Ilana Kloss Chris Kachel   | -                             | -                           | n/a                          | n/a                          |
| 1980  | n/a                         | n/a                         | -                        | -                        | 2e tour (1/16) R. Van't Hof  | Jane Stratton D. Sherbeck  | -                             | -                           | n/a                          | n/a                          |
| 1981  | n/a                         | n/a                         | -                        | -                        | 3e tour (1/8) Eric Fromm     | Pam Whytcross C. Johnstone | 1er tour (1/16) George Hardie | Kathy Rinaldi V. Van Patten | n/a                          | n/a                          |

Sous le résultat, le partenaire ; à droite, l’ultime équipe adverse.